# Spilarctia brunnea
Spilarctia brunnea là một loài bướm đêm thuộc phân họ Arctiinae, họ Erebidae.